# Gabrsko
Gabrsko – wieś w Słowenii, w gminie Trbovlje. W 2018 roku liczyła 342 mieszkańców.